# Династија Ђин (265–420)
Династија Ђин (упрош: 晋朝; трад: 晉朝; пин: Jìn Cháo; вџ: Chin⁴-ch'ao2) је династија кинеских царева која је владала целом или деловима Кине од 265. до 420. Владавина династије се дели на два периода - Западни Ђин (西晉, 265–316) и Источни Ђин (東晉 317–420). Западни Ђин је основао цар Ву са седиштем у Луојангу, док је Источни Ђин започео цар Јуен, са седиштем у Ђианкангу. Периоди су међу историчарима такође познати као Лијанг Ђин (两晋 дословно два Ђина) и Сима Ђин и то зато да их се разликује од других кинеских династија чији називи користе исла слова, као што је случај са Каснија династија Ђин (кин: 后晋).
Династија потиче од клана Сима чији су чланови захваљујући даровитом политичару и војсковођи Сима Јију дошли на водећа места у управи северне кинеске државе Цао Веј, једног од Три краљевства. Године 249. Сима Ји је као царски регент захваљујући дворском пучу познатом као Инцидент код Гаопиншких гробница постао де факто владар државе, а 265. је његов унук Сима Јан наследио престо од абдицираног Цао Хуана, последњег цара династије Веј. Себе је прогласио царем и прогласио је нову династију којој је има дао према Ђин, једној од држава из доба Прољећа и Јесени, са чијег подручја је потицао клан Сима. Под влашћу Сима Јана, који је себе прогласио царем Вуом, покорена је држава Источни Ву, чиме је Кина коначно уједињена под влашћу једног цара. Међутим, период мира није дуго трајао, јер су након Вуове смрти започели сукоби међу његовим наследницима и родбином познати као Рат Осам принчева. Они су толико ослабили царску власт, да су то искористили северни Ву Ху номади и до 316. заузели највећи дио северне Кине, укључујући престоницу Луојанг.
Под вођством Сима Руија династија је 317. успоставила нову престоницу у јужном делу Кине. Тамо се она одржала до 420. када је последњег цара, цара Гунга свргнуо Лију Јуен, оснивач династије Џао Хан.

## Сисак владара династије Ђин
Кинески: 晋朝 (Jìn cháo)
На власти од 265. године до 420. године.
Династија Ђин се дели на два раздобља:
- Династија Западни Ђин (265—316), кинески: 西晋 (Xī Jìn)
- Династија Источни Ђин (317—420), кинески: 东晋 (Dōng Jìn)

Одреднице Западни и Источни додате су од стране каснијих историчара.

### Династија Западни Ђин
| Постхумно име | Храмовно име  | Лично име                          | Владарско име | Период владавине                        |
| --- | ------------- | ---------------------------------- | --- | --------------------------------------- |
| Конвенција за навођење: (скраћено) постхумно име.1 |               |                                    | |                                         |
| Ву-ди 武帝 () | Ш’-цу 世祖 () | С’-ма Јен 司马炎 ()                | Таи-ш’ (泰始) Сјен-нинг (咸宁) Таи-канг (太康) Таи-сји (太熙) | 265-274 275-280 -289 290                |
| Цар Сјао-хуи 孝惠皇帝 () | нема          | С’-ма Џунг 司马衷 (-[Sīmǎ Zhōng}-) | Јунг-сји (永熙) Јунг-пинг (永平) Јуен-канг (元康) Јунг-канг (永康) Јунг-нинг (永宁) Таи-ан (太安) Јунг-ан (永安) Ђијен-ву (建武) Јунг-ан (永安) Јунг-сјинг (永兴) Гуанг-сји (光熙) | 290 291 -299 300-301 -302 -303 304 -306 |
| Цар Сјао-хуаи 孝怀皇帝 () | нема          | С’-ма Ч’ 司马炽 ()                 | Јунг-ђија (永嘉) | 307-313                                 |
| Цар Сјао-мин 孝愍皇帝 () | нема          | С’-ма Је 司马邺 ()                 | Ђијен-сјинг (建兴) | 313-317                                 |
| 1. Постхумна имена свих владара ове династије, осим цара Вуа, садрже карактер сјао (孝, xiào) који значи синовља оданост. У навођењу имена владара овај се карактер обично изоставља. |               |                                    | |                                         |

### Династија Источни Ђин
| Постхумно име                          | Храмовно име                  | Лично име                 | Владарско име                                    | Период владавине        |
| -------------------------------------- | ----------------------------- | ------------------------- | ------------------------------------------------ | ----------------------- |
| Конвенција за навођење: постхумно име. |                               |                           |                                                  |                         |
| Цар Јуен 元帝 ()                       | Џунг-цунг 中宗 ()             | С’-ма Жуи 司马睿 ()       | Ђијен-ву (建武) Да-сјинг (大兴) Јунг-чанг (永昌) | 317-318 -321 -322       |
| Цар Минг 明帝 ()                       | Су-цунг 肃宗 ()               | С’-ма Шао 司马绍 ()       | Јунг-чанг (永昌) Таи-нинг (太宁)                 | 322-323 -325            |
| Цар Ченг 成帝 ()                       | Сјен-цунг 显宗 (-[Xiǎnzōng}-) | С’-ма Јен 司马衍 ()       | Таи-нинг (太宁) Сјен-х’ (咸和) Сјен-канг (咸康)  | 325 326-334 335-342     |
| Цар Канг 康帝 ()                       | нема                          | С’-ма Јуе 司马岳 ()       | Ђијен-јуан (建元)                                | 343-344                 |
| Цар Му 穆帝 ()                         | Сјао-цунг 孝宗 ()             | С’-ма Дан 司马聃 ()       | Јунг-х’ (永和) Шенг-пинг (升平)                  | 345-356 357-361         |
| Цар Аи 哀帝 ()                         | нема                          | С’-ма Пи 司马丕 ()        | Лунг-х’ (隆和) Сјинг-нинг (兴宁)                 | 362-363 -365            |
| Цар Феи 废帝 ()                        | нема                          | С’-ма Ји 司马奕 ()        | Таи-х’ (太和)                                    | 365-371                 |
| Цар Ђијен-вен 简文皇帝 ()              | Таи-цунг 太宗 ()              | С’-ма Ји 司马昱 ()        | Сјен-ан (咸安)                                   | 371-372                 |
| Цар Сјао-ву 孝武皇帝 ()                | Лије-цунг 晋烈宗 ()           | С’-ма Јао 司马曜 ()       | Нинг-канг (宁康) Таи-јуен (太元)                 | 373-375 376-396         |
| Цар Ан 安帝 ()                         | нема                          | С’-ма Д’-цунг 司马德宗 () | Лунг-ан (隆安) Јуен-сјинг (元兴) Ји-сји (义熙)   | 397-401 402-404 405-418 |
| Цар Гунг 恭帝 ()                       | нема                          | С’-ма Д’-вен 司马德文 ()  | Јуен-сји (元熙)                                  | 419-420                 |